# Nealcidion brachiale
Nealcidion brachiale là một loài bọ cánh cứng trong họ Cerambycidae.